# Breguet 14
Breguet 14 (postaru Breguet XIV) byl francouzský dvouplošník, který byl užíván jako bombardér a průzkumný letoun v 1. světové válce i po ní. Byl postaven ve velkém množství a výroba pokračovala až do roku 1928. Při jeho výrobě bylo poprvé využíváno většího množství duralu, který nahradil dřevo. Proto byl velmi rychlý, měl dobrou manévrovatelnost, byl spolehlivý a překonal mnoho stíhaček tehdejší doby. Po ukončení 1. světové války se stroj účastnil koloniálních bojů v Africe a v Asii či sovětsko-polské války. Několik strojů bylo ve výzbroji meziválečného československého letectva.
Letoun byl vyráběn v několika modifikacích, po válce se dokonce užíval jako dopravní k přepravě čtyř osob. Celkový počet postavených letounů činil 7800 kusů, uvádí se též i číslo 8370 ks.

## Varianty
Breguet 14 A.2
Dvoumístný průzkumný stroj. Vybaven fotografickou kamerou a palubní vysílačkou.
Breguet 14 B.2
Dvoumístný bombardér s nosností až 370 kg pum.
Breguet 14 E.2
Cvičná verze
Breguet 14 s motorem Fiat
Vzhledem k nedostatku motorů Renault 12F byla část strojů vybavena motorem Fiat A.12bis o stejném výkonu. Stroje se nacházely ve výzbroji celkem 24 francouzských letek a část byla dodána také americkým a belgickým leteckým silám.
Breguet 14 Ap.2
Prototypy výškového průzkumného letounu s motorem Liberty 12. Upraveny dva kusy z varianty B.2, jeden ve Francii, jeden ve Spojených státech.
Breguet 14 s motorem Lorraine-Dietrich
Varianta vybavená motorem Lorraine-Dietrich 8Bd o výkonu 275 hp, užívaná ve francouzských koloniích. V některých pramenech označována jako Breguet 14 TOE (Théatres des Operations Extérieures).
Breguet 14 s motory Panhard
Dva kusy experimentálně opatřené motory Panhard 12C a 12D o výkonu 350 resp. 340 hp.
Breguet 14 s motorem Renault 12K
Jeden experimentální stroj s motorem Renault 12K, který posloužil jako základ vývoje typu Breguet 17.
Breguet 14AE
Prototyp stroje pro službu v koloniích zkoušený v roce 1920.
Breguet 14/400
Verze s motorem Lorraine-Dietrich 12Da o výkonu 400 hp, v 20. letech exportovaná do Číny.
Breguet 14 B.1
Prototyp jednomístného dálkového bombardéru pro plánované nálety na Berlín.
Breguet 14C
Verze s motorem Renault 12Ja o výkonu 450 hp v poválečném období exportovaná do USA, kde sloužila jako poštovní letoun.
Breguet 14H
Plovákový letoun s motorem Renault 12Fe o výkonu 320 hp. Postaveny nejméně dva kusy které sloužily v Indočíně.
Breguet 14 s kompresorem
Řada strojů upravených pro motor Renault 12Fe s turbokompresorem Rateau.
Breguet 14S
Sanitní letoun s prodlouženým trupem umožňující přepravu dvou pacientů na nosítkách. Pozdější exempláře vycházely z verze Breguet 14T.
Breguet 14T
Dopravní letoun pro přepravu dvou pasažérů.
Breguet 15
Prototyp s motorem Lorraine-Dietrich 12Dd o výkonu 400 hp připravovaný pro rok 1919. Vzhledem ke skončení války další vývoj opuštěn.
Breguet 18
Dopravní letoun s kabinou pro přepravu čtyř pasažérů.

## Uživatelé

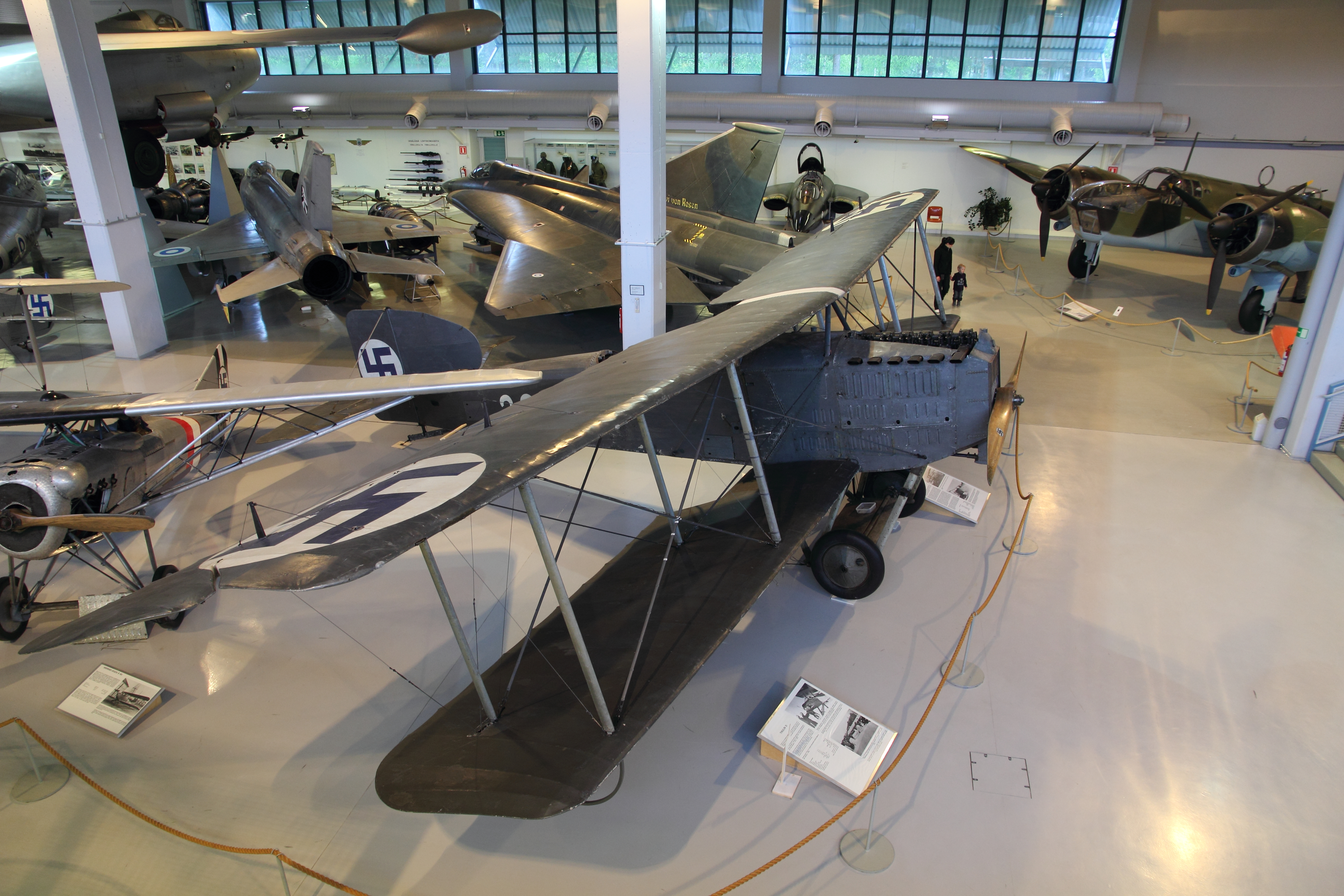
Breguet 14 A2, Ilmavoimat

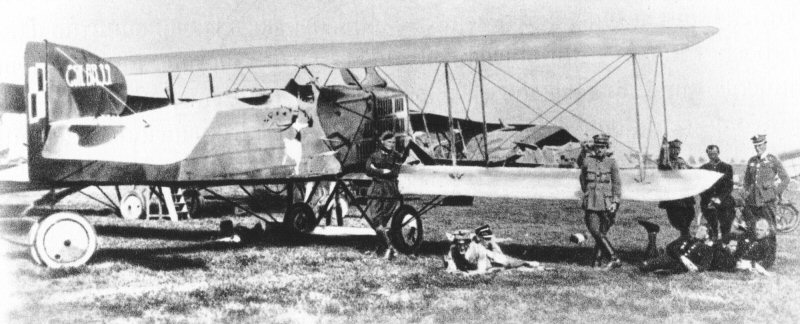
Polské stroje v rusko-polské válce

- Belgie
- Brazílie
- Československo
- Čína
- Dánsko
- Estonsko
- Finsko
- Francie
- Guatemala
- Írán
- Japonsko
- Jugoslávie
- Litva
- Polsko
- Portugalsko
- Rumunsko
- Řecko
- Salvador
- Thajsko
- Sovětský svaz
- Spojené státy americké[3]
- Srbsko
- Španělsko
- Švédsko
- Turecko
- Uruguay

## Specifikace (Bre.14 A.2)
Údaje podle publikace French Aircraft of the First World War

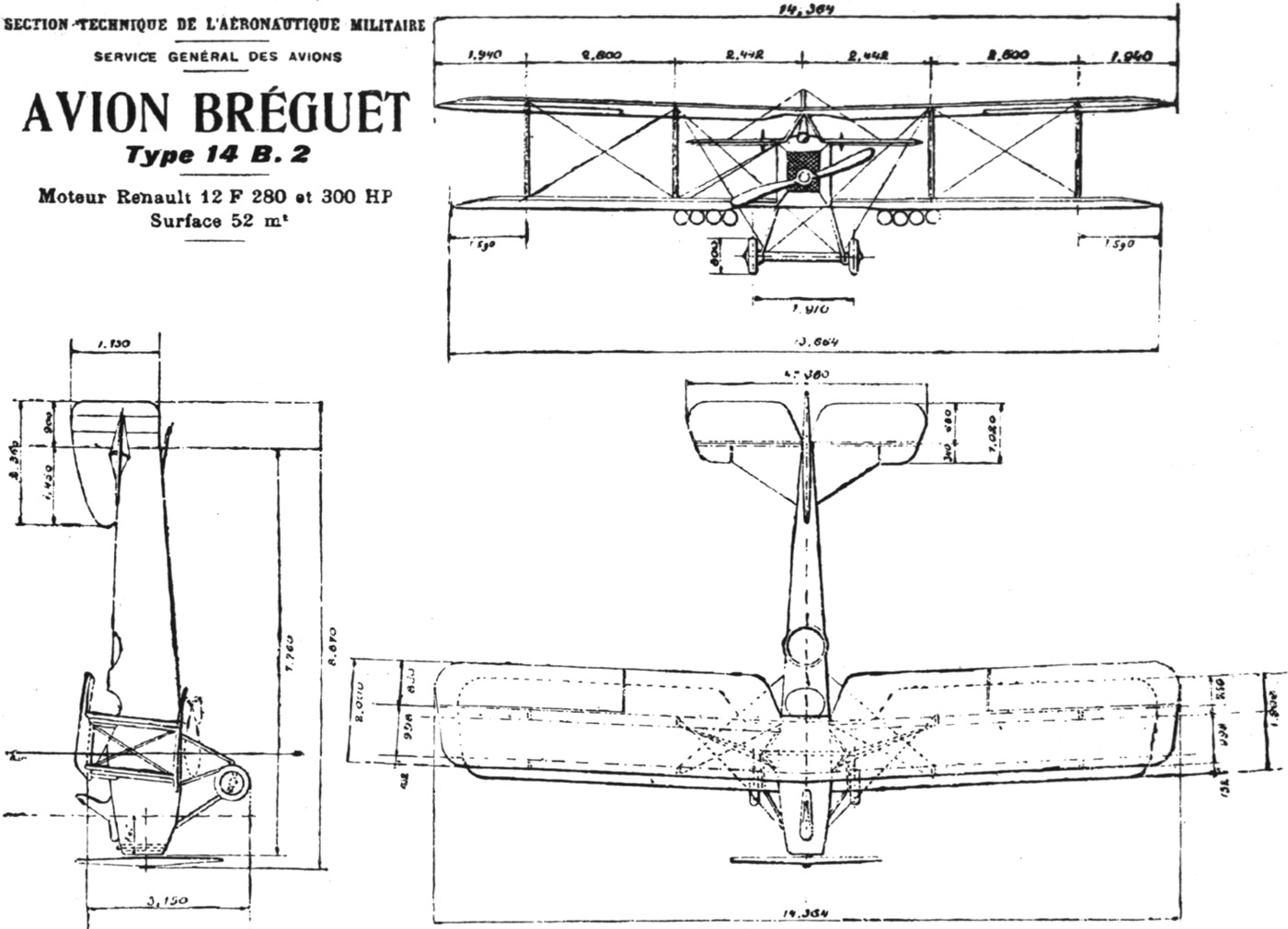
Třípohledový nákres Breguetu 14 B.2.

### Technické údaje
- Posádka: 2 (pilot a pozorovatel/střelec)
- Délka: 8,90 m
- Rozpětí: 14,36 m
- Výška: 3,33 m
- Nosná plocha: 52 m²
- Prázdná hmotnost: 1 030 kg
- Maximální vzletová hmotnost: 1 565 kg
- Pohonná jednotka: 1 × dvanáctiválcový vidlicový motor Renault 12Fcx
- Výkon pohonné jednotky: 300 hp (223,7 kW)

### Výkony
- Maximální rychlost: 184 km/h ve výši 4 000 m
- Vytrvalost: 2 a ¾ hodiny
- Dostup: 6 100 m
- Výstup do výše 2000 m: 6 minut 50 sekund
- Výstup do výše 3000 m: 11 minut 35 sekund

### Výzbroj
- 1 × synchronizovaný kulomet Vickers ráže 7,7 mm
- 2 × pohyblivý kulomet Lewis ráže 7,7 mm
- až cca 300 kg bomb